# Stazione di Acilia Sud-Dragona
La stazione di Acilia Sud-Dragona è una stazione ferroviaria della ferrovia Roma-Lido, serve le zone di Acilia Sud e Dragona ed è situata tra le stazioni di Ostia Antica e Acilia.
L'apertura della stazione è avvenuta l'11 agosto 2025, dopo i collaudi finali da parte di Agenzia nazionale per la sicurezza delle ferrovie e delle infrastrutture stradali e autostradali (ANSFISA).

## Storia
Nel 2007 furono stanziati dalla Regione Lazio 7,2 milioni di euro, di cui 5 milioni per la realizzazione di una nuova stazione della ferrovia Roma-Lido in zona Acilia Sud e i rimanenti 2,2 milioni per lavori di ristrutturazione presso la stazione di Tor di Valle da impiegare secondo una convenzione stipulata tra l'ente regionale e la società comunale Met.Ro. Successivamente ATAC, subentrata a Met.Ro. in qualità di gestore dell'infrastruttura della ferrovia, ha pubblicato il 7 ottobre 2011 un bando, con scadenza fissata a gennaio 2012, per assegnare i suddetti lavori, aggiudicati il 12 aprile 2013 alla società Italiana Costruzioni S.p.A.
I lavori sono iniziati nel corso dell'anno successivo per poi venire interrotti nel 2017 a causa della mancata erogazione dei pagamenti da parte di ATAC all'impresa appaltatrice. Nel corso del 2020 si sono tenute diverse riunioni tra gli attori coinvolti al fine di trovare un modo per ripianare il debito tra ATAC e Italiana Costruzioni. In seguito all'affidamento della gestione dell'infrastruttura ad ASTRAL, il cantiere è ripreso a settembre 2022. Il 30 novembre 2023, col DGCa 394/2023, Roma Capitale ha approvato il progetto definitivo del cavalcavia, finanziato dal DPCM "Giubileo 2" che l'ha individuato come intervento essenziale n° 105, e dal Piano Triennale Investimenti 2019-2021 di Roma Capitale. Il 23 dicembre 2024, con il DGCa 551/2024, Roma Capitale ha assegnato ad ASTRAL il compito della realizzazione del cavalcavia, che inizierà una volta inaugurata la stazione.. L’11 agosto 2025, contemporaneamente all’inaugurazione della stazione, ASTRAL ha assegnato definitivamente l’appalto del sovrappasso pedonale di Dragona (con determinazione 644/2025) alla DASA Srl, che ha vinto con un ribasso del 25,8% pari ad un’offerta di 1,4 milioni più IVA.
La stazione era indicata in precedenza come Acilia Sud, ma, Il 9 maggio 2024 è stata approvata la risoluzione dal consiglio municipale del Municipio Roma X che chiede di modificare la denominazione della stazione in "Acilia Sud-Dragona", risoluzione attuata nell’anno successivo.

## Strutture e impianti
La stazione è situata nella zona di Acilia Sud tra la strada provinciale 8bis via Ostiense e i condomini di via Roberto Crippa e via Bepi Romagnoni. Secondo il progetto in corso di realizzazione, sarà costituita da un fabbricato viaggiatori a pianta rettangolare al cui interno vi saranno un atrio centrale sul quale affacceranno biglietteria, un locale di servizio, un bar/tabaccheria, i servizi igienici, un'edicola e i tornelli di accesso.
Tra le opere accessorie previste, in carico a Roma Capitale (precisamente a Risorse per Roma), vi è la realizzazione di due parcheggi di scambio, uno in zona Acilia Sud (in via Bepi Romagnoni) e uno in zona Dragona (in via Carlo Casini, all’incrocio di viale dei Romagnoli), mentre in carico ad ASTRAL, vi è il cavalcavia ciclo-pedonale che, scavalcando via Ostiense, via del Mare e viale dei Romagnoli, permette di raggiungere anche la zona di Dragona.